# مارک یونیکورن
مارک یونیکورن (انگلیسی: Mark of the Unicorn) شرکت فناوری اطلاعات آمریکایی است، که در سال ۱۹۸۱ تأسیس شد.